# بلوجه ماوه
بلوجه ماوه (به لهستانی:  Bludzie Małe) یک روستا در لهستان است که در گمینا دوبنگنکی واقع شده‌است. بلوجه ماوه ۶۰ نفر جمعیت دارد.